# ارتجوم ارتجيونين
ارتجوم ارتجيونين (24 يناير 1990 بتالين في إستونيا - ) هو لاعب كرة قدم إستوني في مركز الدفاع. شارك مع منتخب إستونيا تحت 19 سنة لكرة القدم ومنتخب إستونيا تحت 21 سنة لكرة القدم ومنتخب إستونيا لكرة القدم. أما مع النوادي، فقد لعب مع ليفاديا تالين ونادي براشوف وTartu JK Tammeka ‏ وFCI Levadia U21 ‏ وميدز ليجنيكا.

## روابط خارجية
- ارتجوم ارتجيونين على موقع الاتحاد الأوربي (الإنجليزية)
- ارتجوم ارتجيونين على موقع اتحاد إستونيا (الإنجليزية)
- ارتجوم ارتجيونين على موقع قاعدة بيانات كرة القدم.إي يو (الإنجليزية)
- ارتجوم ارتجيونين على موقع ناشيونال فوتبول تيمز (الإنجليزية)
- ارتجوم ارتجيونين على موقع Soccerway.com (الإنجليزية)